# Laburistička stranka (Malta)
Laburistička stranka (mal. Partit Laburista, skraćeno PL) vladajuća je politička stranka na Malti, te jedna od dvije najveće malteške stranke uz Nacionalističku stranku (PN). Ideološki pripada lijevom centru.
Stranku je 15. ožujka 1921. osnovala grupa sindikata. U povijesti je stranka zastupala demokratski socijalizam, sve do 1990-ih, kada je krenula pratiti socijaldemokraciju stranaka Zapadnog svijeta, poput britanske Laburističke stranke. Iako povijesno euroskeptična, danas je Laburistička stranka proeuropska te je punopravna članica Stranke europskih socijalista (PES).
Predsjednik stranke od 2020. godine je Robert Abela, trenutačni predsjednik Vlade Malte.